# میدان نفتی زیلایی
میدان نفتی زیلایی از میدان‌های نفتی ایران است، که در استان خوزستان و در فاصله ۳۰ کیلومتری از شمال غربی شهرستان مسجدسلیمان و ۱۱۵ کیلومتری از شمال اهواز واقع می‌باشد. هم‌اکنون تولید این میدان به‌طور متوسط روزانه در حدود ۱۹ هزار بشکه نفت خام است.
ابعاد میدان زیلایی در حدود ۳ کیلومتر عرض، در ۸ کیلومتر طول می‌باشد و حجم ذخیره درجای گاز این میدان معادل ۸۰ میلیارد فوت مکعب برآورد می‌شود. میدان نفتی زیلایی از میدان‌های تحت مدیریت شرکت ملی مناطق نفت‌خیز جنوب می‌باشد، که در محدوده عملیاتی شرکت بهره‌برداری نفت و گاز مسجدسلیمان قرار دارد.